# 魂观电影节
魂观电影节（英文：CON-CAN Movie Festival、简称CON-CAN）是由其主体运营公司－株式会社媒体综合研究所吉野真弘CEO担任主席的网上国际短篇电影节.

## 概要
日本东京CON-CAN国际电影节（The CON-CAN Movie International Festival）被誉为世界三大短篇电影节之一，意在使更多的人可以观看到震撼人心的作品。为了鼓励更多优秀作品的参赛，组委会设立了最高1万美元的"魂观大奖"，此乃全世界短篇电影节奖金之最。
本届电影节依旧秉承为全世界优秀作品提供平台的宗旨，共有82个国家的一千多部影片参赛。为了使电影节的评审工作兼具专业性和广泛性，电影节不仅在第一轮设立了4个"全球观众奖"，更是在第二轮邀请全世界的专业人士评选"魂观大奖"1名和"魂奖"2名。在历届的评委中，不仅有知名的电影创作者，电影导演侯孝贤、张艺谋、美国南加州大学电影艺术学院院长Michael Renov等，还有电影评论界的知名人士，《电影手册》的主编J-M Frodon，以及黑泽明的经纪人野上照代等。

## 竞赛
- 最高奖: 1部   魂奖: 2部

首先由CON-CAN的内部审查委员会初选出80部作品作为电影节候选作品.然后由日本的电影界有关人士组成的评委团将从中再选出20部作为最终候选作品.最终审查将由5位活跃在世界各地的著名电影界人士通过网络会议进行.由此决定最高奖1部和魂奖2部.

## 观众奖
- 观众奖: 4部(每组各1部)

在进行竞赛项目的同时,观众将对80部电影节候选作品进行投票.观众奖由网上投票决定.观众奖的投票时间为每组一个月.每组作品的题材,长度都不同.80部作品经过为期4个月的展播后将最后决出4部观众奖.每部作品都带字幕(英语作品为日语字幕,日语作品为英语字幕，其他作品为英语和日语字幕).

## 获奖作品

### 获得最高奖作品
- 2007年(第4届): 塘    (黄颖) 中国

- 2006年10月(第3届):  『Gospel of The Creole Pig』 (Michelange Quay) 法国

- 2006年4月(第2届):  『Perkele』 (Arto Tuohimaa) 芬兰

- 2005年(第1届): 『Ohayo』 （岡田 信也）日本

### 获得＜魂奖＞作品
- 2007年(第4届):
  - 『Nasja 』 （Rios Guillermo）西班牙
  - 『Shift in Perception』 （Dan Monceaux）澳大利亚

- 2006年10月(第3届):
  - 『不爱我就别管我』 （Duane Hopkins）英国
  - 『白昼』 （Rajeev Ahuja）印度

- 2006年4月（第2届）
  - 『小房间』 （Yu Seock-hyun）韩国
  - 『妹妹』 （Daniel Mulloy）英国

- 2005年（第1届）
  - 『Djamel's 的眼睛』 （David Casals-Roma）西班牙
  - 『恶魔』 （Irina Evteeva）俄罗斯

### 获得观众奖作品
- 2007年（第4届）
  - 『A Shift in Perception』 （Dan Monceaux）澳大利亚
  - 『 空地』 （Pedro Touceda）西班牙
  - 『4 1/4』 （Aundre Johnson）美国
  - 『The Spirit Child 』 （Elinor Geller）英国

- 2006年10月（第3届）
  - 『冲突！』 （Umut Aral）土耳其

- 2006年4月（第2届）
  - 『妹妹』 （Daniel Mulloy）英国

- 2005年（第1届）
  - 『Hair Sapiens』 （中茎强）日本
  - 『Out of Time』 （Blake Ritson、Dylan Ritson）英国

## 评委

### 第4届
- Jukka-Pekka Laakso (Tampere国际短篇电影节总监) 芬兰
- 张艺谋(北京电影学院讲师、摄像导演・总监) 中国
- Vincent Malausa (电影手册 电影评论家) 法国
- Tapan Sinha (电影导演) 印度
- Chris Fujiwara (电影评论家) 美国

### 第3届
- Jean-Michel Frodon (电影手册杂志总编) 法国
- 小林政广 (电影导演) 日本
- Jukka-Pekka Laakso (Tampere国际短篇电影节总监) 芬兰
- Dennis Lim (NY Village Voice 报电影评论家) 美国
- Amir Naderi (电影导演) 伊朗/美国

### 第2届
- Babak Payami (电影导演) 伊朗/加拿大
- Dennis Lim (NY Village Voice 报电影评论家) 美国
- 侯孝贤 (电影导演) 台湾
- Jean-Michel Frodon (电影手册杂志总编) 法国
- Jukka-Pekka Laakso (Tampere国际短篇电影节总监) 芬兰
- Peter Millynn (澳大利亚国营影视广播学校制作总裁)澳大利亚
- 野上照代 (黑泽制作　制作经理) 日本

### 第1届
- Babak Payami (电影导演) 伊朗/加拿大
- Dennis Lim (NY Village Voice 报电影评论家) 美国
- 趙非(中国北京电影学院讲师、摄像导演) 中国
- Jean-Michel Frodon (电影手册杂志总编) 法国
- Jukka-Pekka Laakso (Tampere国际短篇电影节总监) 芬兰
- Peter Millynn (澳大利亚国营影视广播学校制作总裁)澳大利亚
- 佐々木昭一郎 (音像总监) 日本